# Барташунас Йосип Марціанович
Йосип (Юозас) Марціанович Барташунас (12 липня 1895, село Діржяй Поневезького повіту Ковенської губернії, тепер Литва — 25 липня 1972, місто Вільнюс, тепер Литва) — радянський діяч органів державної безпеки, народний комісар (міністр) внутрішніх справ Литовської РСР, генерал-майор. Депутат Верховної ради Литовської РСР, член Президії Верховної ради Литовської РСР у 1955—1959 роках. Депутат Верховної ради СРСР 2-го скликання.

## Біографія
Народився в селянській родині. З липня 1910 до червня 1912 року працював у господарстві батьків у селі Діржяй.
У червні 1912 — травні 1915 року — чорнороб, вантажник Ризького морського порту.
З травня 1915 року служив у російській імператорській армії, учасник Першої світової війни. У травні — листопаді 1915 року — солдат 136-го запасного батальйону в місті Дорогобуж Смоленської губернії. У листопаді 1915 — квітні 1916 року — солдат запасного батальйону латиських стрільців у місті Юр'єв Ліфляндської губернії. У квітні 1916 — січні 1918 року — унтер-офіцер 1-го Усть-Двинського латиського стрілецького полку на Німецькому фронті.
З січня 1918 року служив у Червоній армії. У січні — червні 1918 року — командир взводу головного революційного загону латиських стрілецьких полків у Москві. У червні — серпні 1918 року — командир взводу, тво. командира роти 4-го Латиського стрілецького полку на Східному фронті. У серпні 1918 — листопаді 1920 року — політичний керівник (політрук) роти 4-го Латиського стрілецького полку на Західному і Південному фронтах.
Член РКП(б) з квітня 1919 року.
У листопаді 1920 — червні 1921 року — політичний керівник (політрук) роти 463-го стрілецького полку 52-ї стрілецької дивізії РСЧА в Херсонській губернії.
У червні 1921 — травні 1922 року — співробітник для доручень і помічник уповноваженого Смоленської губернської надзвичайної комісії (ЧК).
У травні 1922 — березні 1924 року — уповноважений контррозвідувального відділу особливого відділу Повноважного представництва ОДПУ Західного військового округу в Смоленську.
У березні 1924 — вересні 1927 року — уповноважений, начальник 5-го відділення контррозвідувального відділу Повноважного представництва ОДПУ по Західному краю — Білоруському військовому округу в Мінську.
14 вересня 1927 — 15 жовтня 1928 року — начальник 3-го відділення контррозвідувального відділу Повноважного представництва ОДПУ по Білоруському військовому округу.
15 жовтня 1928 — березень 1931 року — начальник 5-го відділення контррозвідувального відділу, начальник 2-ї групи особливого відділу Повноважного представництва ОДПУ по Білоруському військовому округу.
У березні 1931 — лютому 1932 року — помічник начальника по секретно-оперативній частині 18-го прикордонного загону в містечку Житковичі Білоруської РСР.
У лютому — липні 1932 року — помічник начальника по секретно-оперативній частині 15-го Заславльського прикордонного загону в містечку Заславль Білоруської РСР.
У липні 1932 — квітні 1934 року — начальник 13-го Полоцького прикордонного загону в Білоруській РСР.
У квітні 1934 — лютому 1938 року — начальник 18-го Житковицького прикордонного загону в Білоруській РСР.
У 1936 році закінчив екстерном середню школу в містечку Житковичі Білоруської РСР.
У лютому 1938 — вересні 1940 року — начальник відділу кадрів Народного комісаріату лісової промисловості Білоруської РСР.
У вересні 1940 — вересні 1941 року — начальник особливого відділу НКВС 29-го територіального Литовського стрілецького корпусу Прибалтійського військового округу.
14 листопада 1941 — 15 травня 1942 року — заступник начальника особливого відділу НКВС Челябінського гарнізону.
15 травня 1942 — червень 1944 року — начальник особливого відділу НКВС (відділу контррозвідки Народного комісаріату оборони СРСР «СМЕРШ») 16-ї Литовської стрілецької дивізії Брянського, Центрального та 1-го Прибалтійського фронтів.
10 липня 1944 — 16 березня 1953 року — народний комісар (з 1946 року — міністр) внутрішніх справ Литовської РСР.
30 травня 1953 року звільнений з оргінів МВС «через хворобу». З травня 1953 року — персональний пенсіонер у місті Вільнюсі.
Помер 25 липня 1972 року в місті Вільнюсі.

## Звання
- полковник (26.03.1936)
- полковник державної безпеки (14.02.1944)
- комісар державної безпеки (22.09.1944)
- генерал-майор (9.07.1945)

## Нагороди
- два ордени Леніна (12.05.1945, 19.07.1949)
- п'ять орденів Червоного Прапора (3.10.1944, 3.11.1944, 31.05.1945, 24.08.1949, 30.01.1951)
- орден Трудового Червоного Прапора (20.07.1950)
- три ордени Вітчизняної війни І ст. (3.08.1943, 8.03.1944, 8.04.1947)
- два ордени Червоної Зірки (17.02.1936,)
- медаль «За перемогу над Німеччиною у Великій Вітчизняній війні 1941—1945 рр.» (1945)
- медалі
- знак «Заслужений працівник НКВС» (22.03.1946)